# Верхняя Сарафаниха
 Верхняя Сарафаниха — деревня в Краснобаковском районе Нижегородской области. Входит в состав городского поселения Рабочий посёлок Ветлужский.

## География
Деревня находится в северо-восточной части Нижегородской области к западу от реки Ветлуги  на расстоянии менее 2 километров по прямой на северо-запад от посёлка Ветлужский.

## История
Известна с 1617 года как починок Сарафаниха.

## Население
Постоянное население составляло 16 человек (русские 100%) в 2002 году, 18 в 2010.